# Kevin S. Bright

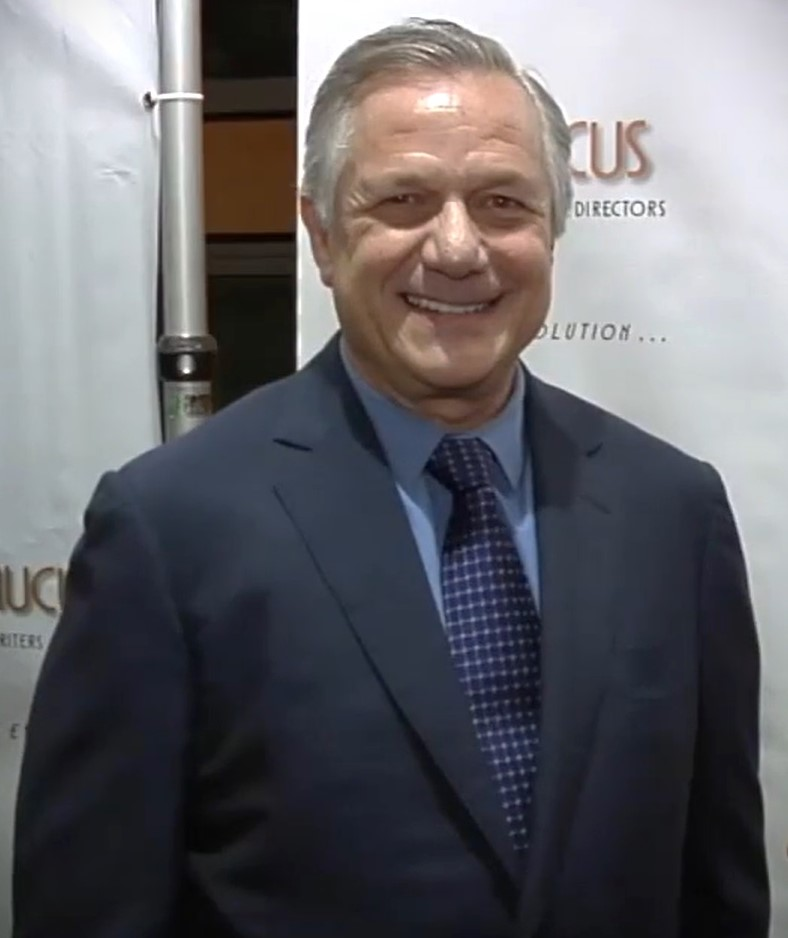
Kevin Bright (2016)

Kevin S. Bright (* 1955 in New York City) ist ein amerikanischer Produzent und Regisseur für Fernsehserien. Zu seinen bekanntesten Produktionen gehören die Serie Friends und deren Spin-off Joey.

## Leben
Bright wurde in einer jüdisch-amerikanischen Familie in New York City geboren, besuchte das East Side Hebrew Institute in der Lower East Side von Manhattan und schloss sein Studium am Emerson College magna cum laude ab. Nachdem er am Emerson College seinen Abschluss gemacht hatte, arbeitete er in New York zusammen mit Joseph Cates. Dort produzierte er Specialshows für George Burns, Johnny Cash, David Copperfield und Dolly Parton. Nachdem er 1982 nach Los Angeles gezogen war, begann er Komödien wie The History of White People in America und Spezialauftritte für Robin Williams, Martin Mull, Harry Shearer, Paul Shaffer und Merrill Markoe zu produzieren.
1993 schloss sich Bright mit Marta Kauffman und David Crane zusammen, gründete die Bright/Kauffman/Crane Productions und produzierte für Warner Brothers die Serie Friends. Bright führte auch Regie bei mehr als 50 Episoden der Serie.
Nach Friends widmete er sich der Produktion des Friends-Spin-off Joey zusammen mit den Friends-Produzenten Shana Goldberg-Meehan und Scott Silveri. Die Sendung wurde bereits nach der zweiten Staffel aufgrund zu geringer Quoten abgesetzt.
Danach ging Bright zurück in seine Collegestadt und lehrte am dortigen Emerson College. Er hielt mehrere Kurse über das Produzieren und Regieführen von Sitcoms. Außerdem produzierte er zwei Sitcoms für das Collegefernsehen.